# Микропроцессорная система
Микропроцессорная система — автоматическая система, представляющая собой функционально законченное изделие, состоящее из одного или нескольких устройств, главным образом из микропроцессора и/или микроконтроллера.

## Состав
- Генератор тактовых импульсов, который является единицей измерения (Шергином[неизвестный термин]) продолжительности выполнения команды. Чем выше частота, тем при прочих равных условиях более быстродействующей является МПС. МП,
- Микропроцессор / микроконтроллер
- Запоминающие устройства (ОЗУ, ПЗУ)  — это неотъемлемые части системы. Интерфейсы ввода и вывода — устройства сопряжения МПС с блоками ввода и вывода информации. Все блоки МПС связаны между собой шинами передачи цифровой информации. В МПС используют магистральный принцип связи, при котором блоки обмениваются информацией по единой шине данных. Количество линий в шине данных обычно соответствует разрядности МПС (количеству бит в слове данных).
- Устройства ввода-вывода, периферийные устройства
- Шины. Шина адреса применяется для указания направления передачи данных — по ней передаётся адрес ячейки памяти или блока ввода-вывода, которые получают или передают информацию в данный момент. Шина управления служит для передачи сигналов, синхронизирующих всю работу МПС.

## Применение в измерительных приборах
Главная особенность микропроцессора — возможность программирования логики работы. Поэтому МПС используются для управления процессом измерения (реализацией алгоритма измерения), обработки опытных данных, хранения и вывода результатов измерения и пр. Для измерительных приборов характерны устройства ввода в виде кнопочного пульта и измерительных преобразователей (АЦП, датчиков, блоков ввода цифровой информации). Устройства вывода обычно представляют собой цифровые табло, графические экраны (дисплеи), внешние устройства сопряжения с измерительной системой. 
- Многофункциональность. Замена измерительного комплекса (совокупности различных измерительных приборов) одним, многофункциональным. Такая замена в приборах с «жесткой» логикой неэкономична. Так как добавление новой функции требует ввода дополнительного блока. Программируемая логика позволяет сделать это добавлением блока программы. Число программ ограничено возможностями ПЗУ и блока управления.
- Повышение точности — наиболее важный момент. Уменьшение погрешностей по сравнению с обычными цифровыми приборами при прочих равных условиях достигается за счет исключения систематических погрешностей в процессе самокалибровки: коррекция смещения нуля, учет собственной АЧХ прибора, учет нелинейности преобразователей. Самокалибровка в данном случае — это измерение поправок или поправочных множителей и запоминание их в ОЗУ с целью использования на этапе обработки опытных данных.
- Уменьшение влияния случайных погрешностей (путём проведения многократных измерений с последующей обработкой выборки — усреднением, вычислением мат. ожидания и пр.). Выявление и устранение грубых погрешностей (промахов). Вычисление и индикация оценки погрешности прямо в процессе измерения.
- Компенсация внутренних шумов и повышение чувствительности средства измерения. Простое усреднение сигнала на входе прибора требует достаточно большого времени tycp. Один из вариантов — проведение многократных измерений и усреднение результатов с целью компенсации случайной составляющей измерительного сигнала. Пример — микропроцессорный ВЧ вольтметр среднеквадратического значения.
- Расширение измерительных возможностей путём широкого использования косвенных и совокупных измерений, воспринимаемых оператором в этом случае как прямые (поскольку результат обработки появляется на индикаторе сразу после проведения измерения). Напомним, что косвенные измерения включают в себя вычисления результата по опытным данным по известному алгоритму. Совокупные измерения предполагают измерение нескольких одноименных физических величин путём решения системы уравнений, получаемых при прямых измерениях сочетаний этих величин. (Например, измерение сопротивления различных сочетаний резисторов — последовательное, параллельное, последовательно-параллельное, позволяют рассчитать сопротивление каждого из них). В этих случаях микропроцессор осуществляет управление процессом измерения по программе и проводит обработку опытных данных. Результат расчетов воспринимается оператором как результат прямых измерений, поскольку расчет делается быстро.
- Упрощение и облегчение управления прибором. Все управление производится с кнопочной панели, выносные клавиатуры используют редко. Чем меньше кнопок, тем более «разумным» является прибор. Автоматизация установок прибора приводит к упрощению его использования (выбор пределов измерения, автоматическая калибровка и пр.). В ряде приборов используют контроль за ошибочными действиями оператора — индикация его неверных действий на табло или экране. Упрощает измерения визуализация результатов на экране в удобном виде, с дополнительными шкалами. Ряд приборов предусматривает вывод результатов на печатающее устройство или портативный носитель информации.